# Distrito de Pakyong
Pakyong es un distrito del estado indio de Sikkim, administrado desde la ciudad de Pakyong. El distrito se formó en 2021 a partir de tres antiguas subdivisiones del distrito de Sikkim Oriental, a saber, la de Pakyong, la de Rangpo y la de Rongli.La restante subdivisión de Gangtok del antiguo distrito recibió el nombre de distrito de Gangtok, que ahora limita con el distrito de Pakyong en el noroeste. Además, el distrito ahora limita con el distrito de Kalimpong de Bengala Occidental, Bután, China y el distrito de Namchi de Sikkim.

## Demografía

Valle de Nathang.

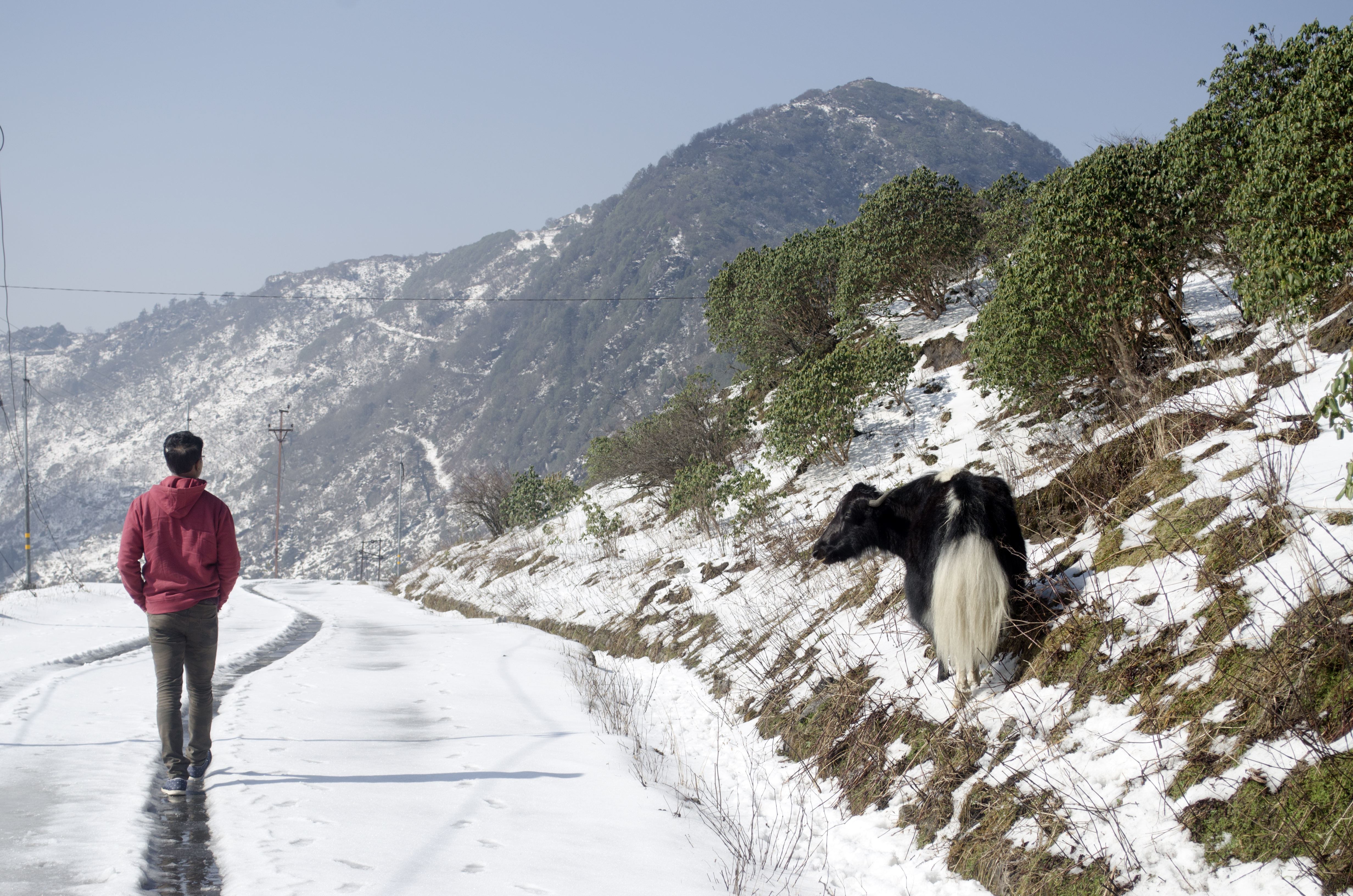
Nieve en la Ruta de la Seda de Sikkim.

El distrito de Pakyong tiene una superficie total de 404 kilómetros cuadrados. La población total según el censo de 2011 es 74 583.

## Transporte

### Carreteras

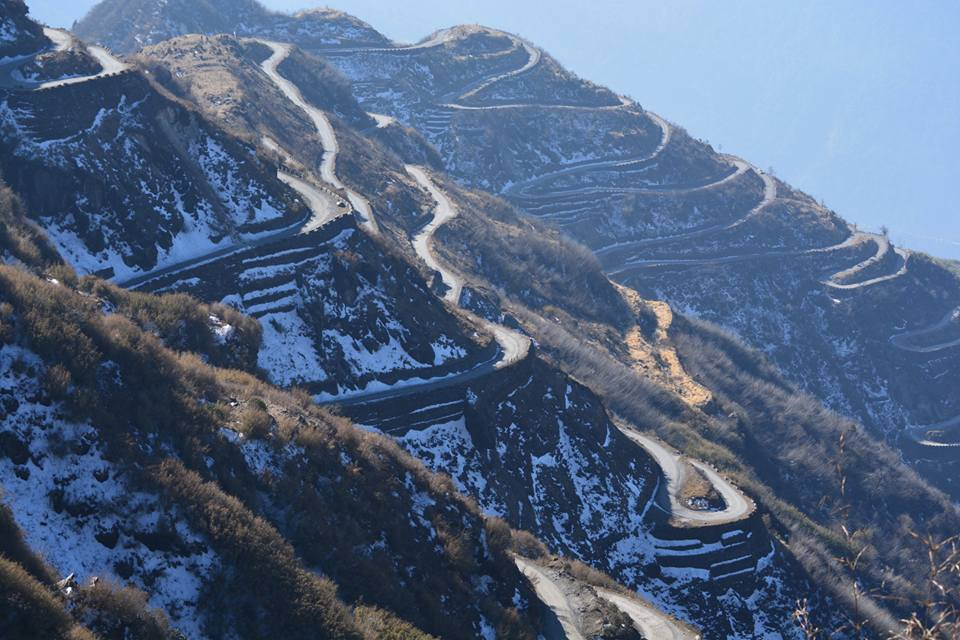
Curvas en zigzag de la carretera nacional 717B (India) en Zuluk.

Las principales carreteras del distrito de Pakyong son las siguientes:
- La carretera nacional 10, que conecta Siliguri con Gangtok, se encuentra en el distrito de Pakyong desde Rangpo hasta Singtam vía Majitar .
- La carretera nacional 717A, que conecta Bagrakote con Gangtok, se encuentra en el distrito de Pakyong desde Reshi, Rhenock hasta Setipool cerca de Ranipool a través de Rorathang y Pakyong.[4]
- La carretera nacional 717B que conecta Rhenock y Menla, Sherathang a través de Zuluk y Rongli se encuentra principalmente en el distrito de Pakyong.[5]
- El puente Atal Setu, el puente de carretera más largo de Sikkim que conecta el distrito de Pakyong con el distrito de Kalimpong de Bengala Occidental, se encuentra en el distrito de Pakyong.

### Ferrocarril
La línea ferroviaria Sivok-Rangpo, que actualmente se encuentra en construcción, terminará en el distrito de Pakyong en la ciudad de Rangpo. Está previsto que más tarde se prolongue hasta Gangtok.

### Vías aéreas
El aeropuerto de Pakyong, el único aeropuerto de Sikkim, se encuentra en la sede del distrito: Pakyong.

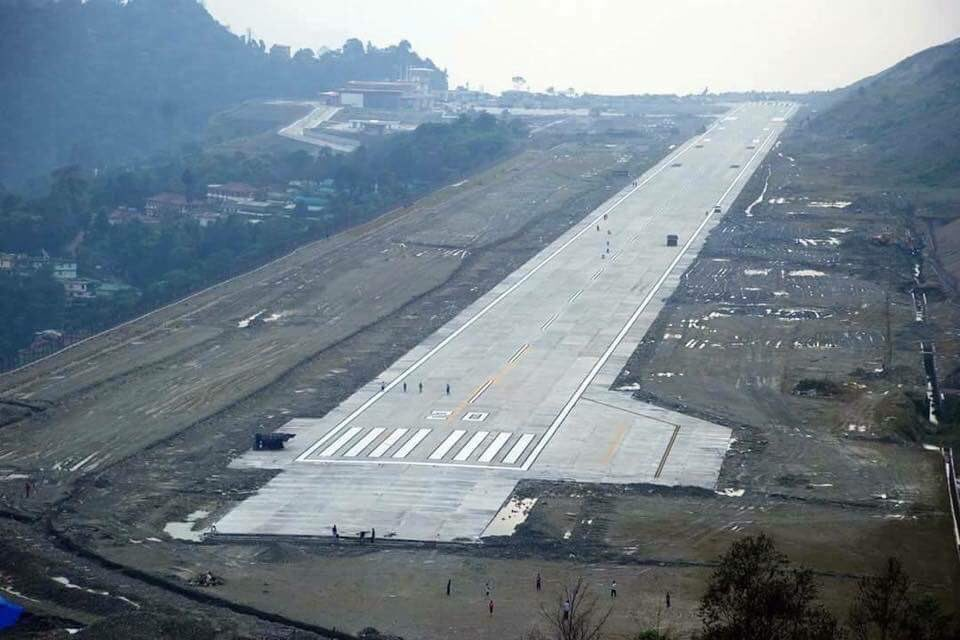
Pista del aeropuerto de Pakyong.

## Pueblos y ciudades importantes

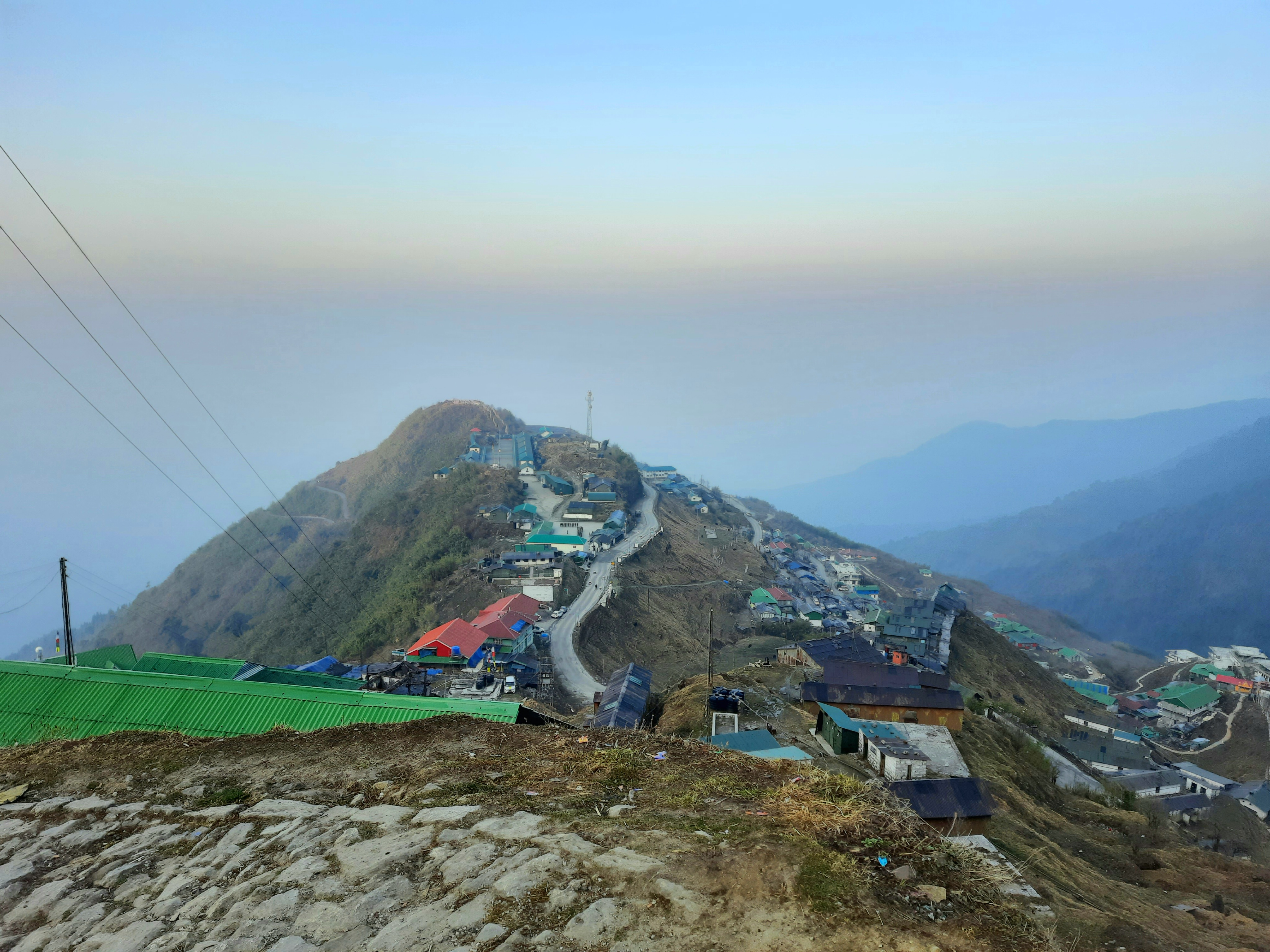
Dzuluk, un importante destino turístico.

Los principales pueblos y ciudades del distrito de Pakyong son
- Pakyong
- Rangpo
- Rorathang
- Rhenock
- Rongli
- Majitar
- Kumrek

## Ríos y lagos

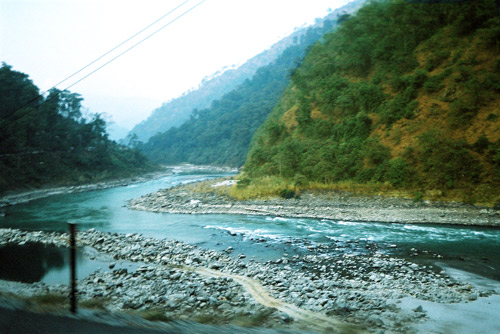
Río Tista cerca de Majitar.

El río Tista, el más grande del estado, fluye en el distrito de Pakyong desde Singtam hasta Rangpo.
El río Rangpo, el tercer río más grande de Sikkim, se origina en el lago Menmecho en la subdivisión de Rongli del distrito de Pakyong y fluye a través de las aldeas y ciudades de las subdivisiones de Pakyong y de Rongli antes de encontrarse con el río Tista en la ciudad de Rangpo.
El río Jaldhaka se origina cerca de Dzuluk en el distrito de Pakyong y fluye hacia Bután, Bengala Occidental y Bangladés.
Otros ríos importantes del distrito de Pakyong son Richu Khola, Rongli Khola, Pachey Khola, Reshi Khola, etc.

### Lagos

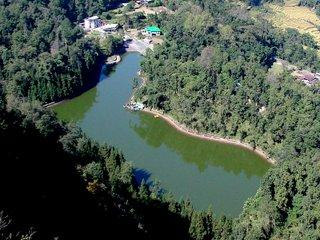
Lampokhari (lago) de Aritar.

Los lagos importantes del distrito de Pakyong son :
- Lampokhari, Aritar
- Lago del corazón de Gnathang
- Lago de la presa Rangpo debajo de Rolep.
- Lago Mulkharka (se encuentra en la frontera entre Sikkim y Bengala Occidental).